# Peter Sandwall (Musiker)
Sten Peter Sandwall (* 17. September 1950 in Stockholm) ist ein schwedischer Liedermacher christlicher Popmusik. Außerdem arbeitet er als Hochschuldozent für Musik am NLA College Staffordtsgate College in Oslo. 
Lars Mörlid und Peter Sandwall sind musikalische Freude. Das Duo Sandwall und Mörlid veröffentlicht seit Jahrzehnten Platten und gibt Konzerte. Besonders für ihre Weihnachtskonzerte sind sie bekannt, die seit 1980 jedes Jahr an verschiedenen Orten stattfinden.
Sandwall ist ansässig in Forserum.

## Lieder
Peter Sandwall arbeitet viel mit Lars Mörlid zusammen.
Einige Lieder Sandwalls sind:
- Jesus, Dir gehört mein Leben und Lobpreis (Melodie, 1984)
- Jesus, du, des Lebens Herr (Text und Melodie, 1984)
- Lasst uns loben unsern Gott und Vater (Sonne, Mond und Sterne) (Melodie, 1979)
- Singt dem Herrn mit Freude (Melodie)
- Unser Gott, Dein Name sei gelobt (Alles machst Du neu) (Text und Melodie)
- Unser Herr sagt uns in Seinem Wort (Wenn wir fest mit Ihm verbunden sind) (Melodie)
- Wir vertrauen unserm Gott (Text, 1981)

Einige gemeinsame Lieder mit Sandwalls und Mörlids sind:
- Jesus, Dir gehört mein Leben
- Liebe
- Lass leuchten Jesu Licht in dir / Steh auf / Güte und Treue / Gebt Ihm die Ehre
- Du bist Licht
- Unser Vater und Gott
- Ja, du hast gewartet
- Unser Gott
- Opfere deinem Gott Dank
- Ich hab keine Angst
- Sei erhoben
- Rede, Herr

## Alben
- 1981: Din Väg Skall Öppnas – Lovsång Och Tillbedjan, LP
  - 1998 Din Väg Skall Öppnas – Lovsång Och Tillbedjan, CD
- 1984: Lars Mörlid/Peter Sandwall – Du Är Ljus, Prim, Kassette, LP
- 1985: Lars Mörlid/Peter Sandwall – Du Bist Licht, LP,  Hänssler
- 1988: Lars Mörlid / Peter Sandwall – En Ny Tid, LP, CD, Prim